# Mandarinentum
Mandarinentum ist eine von Fritz K. Ringer 1969 geprägte Bezeichnung für den Sozialcharakter des typischen europäischen Geistes- und Sozialwissenschaftlers in der Zeit von 1890 bis 1933. Der Begriff wurde in die sozialwissenschaftliche Diskussion über die Rolle der Intellektuellen aufgenommen. Sinngemäß hatte Simone de Beauvoir den Begriff bereits 1954 in ihrem Schlüsselroman Die Mandarins von Paris verwendet.
Laut Ringer bezeichnet das Mandarinentum eine gesellschaftliche und kulturelle Elite, „welche ihren Status in erster Linie ihren Bildungsqualifikationen und nicht Reichtum oder vererbten Rechten verdankt.“ Mit dem von der chinesischen Bezeichnung Mandarin abgeleiteten Begriff benennt Ringer eine autonome soziale Schicht in der Phase des Übergangs von einer primär agrarischen zu einer vollständig industrialisierten Gesellschaft. In dieser Phase verleihe Großgrundbesitz nicht mehr und industrielles Kapital noch nicht eindeutigen führenden gesellschaftlichen Status, so dass die Bildung einen gleichen gesellschaftlichen Stellenwert bekomme. Volker Kruse definiert das Mandarinentum zusammenfassend als eine Intelligenzschicht, „die ein eigenes gesellschaftliches Gruppenbewußtsein entwickelt, verbunden mit einem elitären Selbstverständnis und Anspruch auf ‚geistige Führung‘.“